# Nel labirinto delle ombre
Nel labirinto delle ombre (Forever Odd) è un romanzo di Dean Koontz, ed il secondo della serie avente per protagonista Odd Thomas.

## Trama
Odd si sveglia e vede il fantasma di un vicino di casa che è appena stato ucciso, si reca subito alla casa del vicino trova il cadavere e scopre che il figlio è stato rapito. Con il suo magnetismo psichico cerca di ritrovarlo e riceve una chiamata da una donna che dice di averlo rapito e lo sfida a trovarlo. Segue il suo sesto senso tramite le fognature e arriva fino a un casinò abbandonato a causa di un incendio. Scopre che i nemici da affrontare sono una donna pazza fissata con i fantasmi e due energumeni. Sfruttando la presenza di alcuni fantasmi e con il suo ingegno li sconfigge tutti e libera il ragazzo

## Edizioni
- Dean R. Koontz, Nel labirinto delle ombre, Sperling & Kupfer, 2009,  p. 368, ISBN 978-88-6061-511-4.